# Жабікув (Люблінське воєводство)
Жабікув (пол. Żabików) — село в Польщі, у гміні Радинь-Підляський Радинського повіту Люблінського воєводства.
Населення — 525 осіб (2011).
У 1975-1998 роках село належало до Білопідляського воєводства.

## Демографія
Демографічна структура станом на 31 березня 2011 року:
|          | Загалом | Допрацездатний вік | Працездатний вік | Постпрацездатний вік |
| -------- | ------- | ------------------ | ---------------- | -------------------- |
| Чоловіки | 266     | 48                 | 189              | 29                   |
| Жінки    | 259     | 54                 | 150              | 55                   |
| Разом    | 525     | 102                | 339              | 84                   |